# هنری موزلی
هنری موزلی (به انگلیسی: Henry Gwyn Jeffreys Moseley) (زادهٔ ۲۳ نوامبر ۱۸۸۷ - درگذشت ۱۰ اوت ۱۹۱۵) یک فیزیک‌دان و فرد نظامی انگلیسی بود، سهم برجستهٔ وی در دانش فیزیک توجیه برخی از قانون‌های فیزیکی و شیمیایی تجربی پیشین در مفهوم عدد اتمی بود. این موضوع از گسترش قانون موزلی در طیف پرتوهای ایکس سرچشمه می‌گیرد و مُسبب توجیه بسیاری از مفاهیم در شیمی و مرتب‌سازی عناصر شیمیایی جدول تناوبی عنصرها بود.
حدود ۵ سال قبل از این که رادرفورد سخنی دربارهٔ پروتون به زبان آورد هنری موزلی در هنگام مطالعه بر روی پرتوهای X به داده‌هایی دست یافت که تفسیر ان‌ها به کشف پروتون می‌انجامید و امروزه او را به عنوان کاشف پروتون می‌دانند.
او قبل از راگلی مورتر توانست در مورد پرتو گسیلی آبی ناشی از دِ آمونیوم غناک به نتایج خوبی برسد که بعد ها توسط مورتر کامل شد و به تئوری gsc شهرت یافت .
موزلی قصد برگشتن به دانشگاه آکسفورد برای ادامه دادن تحقیقات خود در زمینه فیزیک را داشت که جنگ جهانی اول آغاز شد و با وجود اصرار بسیاری از افراد اعم از خانواده‌اش به جنگ رفت زیرا این را وظیفه خود میدانست، وی در تاریخ ۱۰ اوت ۱۹۱۵ در جریان جنگ جهانی اول و در حالی که به‌عنوان افسر فنی در ارتش بریتانیا بود در نبرد گالیپولی در زمان برقراری یک تماس تلفنی نظامی در اثر شلیک یک تک‌تیرانداز به سر وی  کشته شد. بعد از این اتفاق داشمندان زیادی از جمله نیلز بور و رابرت میلیکان متون بسیاری را برای تمجید کار های وی منتشر کردند و معتقد بودند اگر او زنده میماند جزء دانشمندان بزرگ در زمینه ساختار اتم میشد کما که در عمر کوتاهش کار های بزرگی کرد که در نظر برخی از دانشمندان شایسته مدال نوبل فیزیک بود.